# 副磨齒獸
副磨齒獸（學名：Paramylodon）是墨西哥及美國已滅絕的一屬地懶。副磨齒喉的皮膚下有真皮小骨，可以提供一定程度的保護。

## 分類歷史

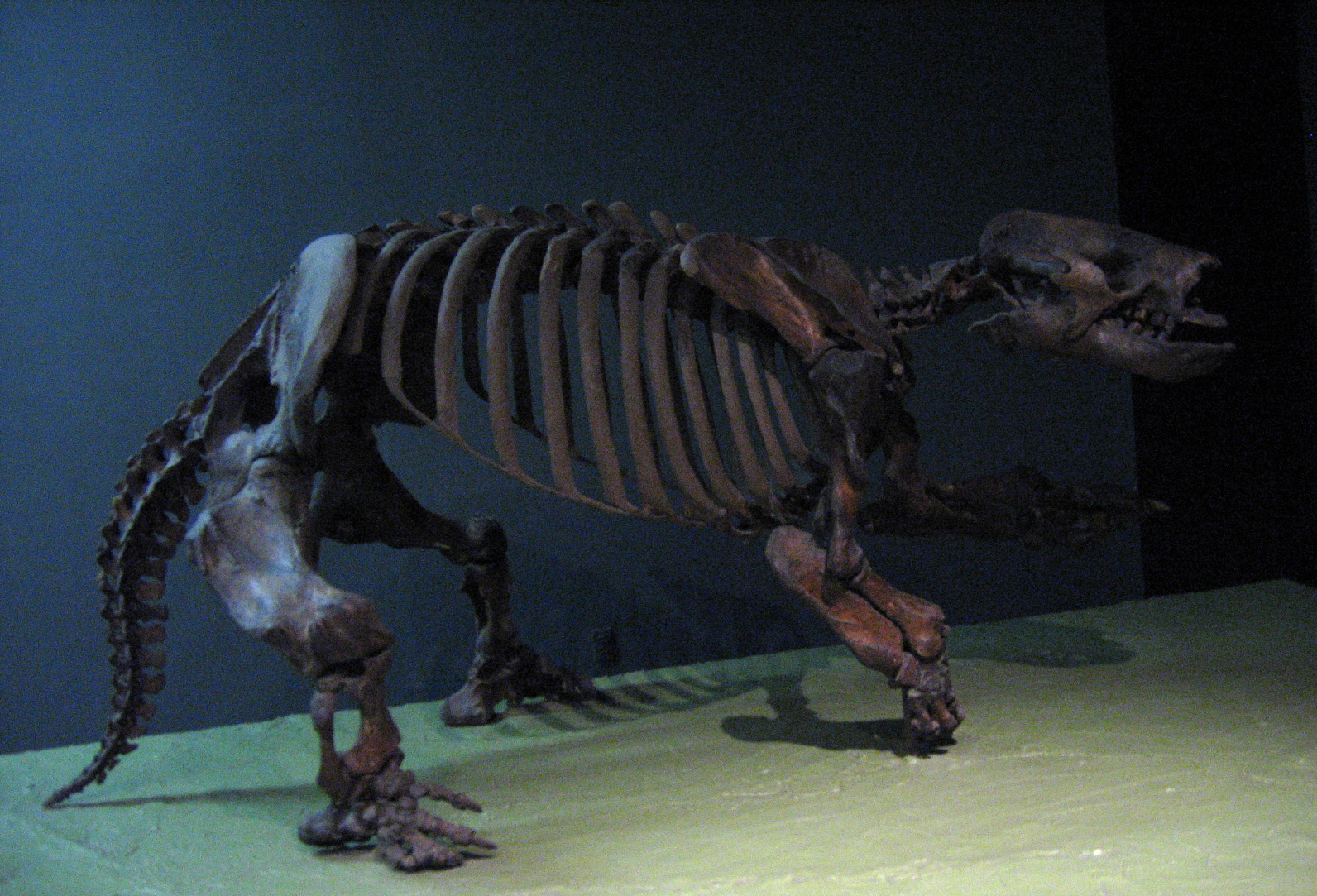
这是放置于美国华盛顿特区的国家自然历史博物馆的副磨齿兽化石骸骨。

巴納姆·布朗於1903年以P. nebrascensis創立了副磨齒獸屬。牠們的頭顱骨像當時分類在磨齒獸的哈倫氏副磨齒獸（M. harlani）的頭顱骨，但上頜的牙齒數量不同，副磨齒獸就有4隻，而哈倫氏副磨齒獸的則有5隻。後來在拉布雷亞瀝青坑發現了大量P. nebrascensis的標本，當中一些沒有了像犬齒的牙齒，一些則有，故P. nebrascensis被認為是哈倫氏副磨齒獸的異名。據此確定了哈倫氏副磨齒獸的齒式為{\displaystyle 5/4}。後來在處理磨齒獸及舌懶獸的分類問題時，確認了副磨齒獸在遺傳上與南美洲磨齒獸的不同，並將哈倫氏副磨齒獸定為模式種。
副磨齒獸以往都分類為舌懶獸的亞種。後來也確認了副磨齒獸在遺傳上也是與舌懶獸有所不同。

## 主要發現
最近在愛荷華州發現的哈倫氏副磨齒獸是連同杰氏巨爪地懶一同被發現。這是第一次在愛荷華州發現副磨齒獸，也可能是第一次發現這兩類生物的緊密關聯。

## 外部連結
- Sloth World （页面存档备份，存于）
- Page Museum